# Krupinica
Krupinica je řeka na jihu středního Slovenska, protéká územím okresů Zvolen, Krupina a Levice. Je to významný pravostranný přítok Ipľu, má délku 65,4 km, průměrný průtok 2,2 m³/s (u obce Plášťovce) a plochu povodí 551 km². Je tokem III. řádu a průměrná lesnatost povodí je 30%.

## Průběh toku
Pramení v pohoří Javorie na západním úpatí vrchu Veľký Lysec (886,4 m n. m.). U osady Podlysec na katastrálním území Zaježová (v současnosti část obce Pliešovce), v nadmořské výšce cca 735 m n. m.
Nejprve teče jihozápadním směrem přes osady Dolinky a Zaježová, zleva přibírá Rimánsky jarok a po 4 km vstupuje do Pliešovskej kotliny. Zde vytváří oblouk, z levé strany přibírá Klinkovicu, teče územím mezi obcemi Pliešovce a Bzovská Lehôtka dále na západ. Prudce se stáčí na jih, zprava přibírá Babinský potok, prořezává výběžek Štiavnických vrchů, přičemž vytváří kaňonovité údolí, přibírá zleva Mäsiarsky potok a dále teče v Krupinské planině. Zde nejprve přibírá Vajsov z pravé strany, protéká Krupinou a jižně od města přibírá nejprve zprava Bebravou a následně zleva Briač. Při osadě Devičiansky mlýn začíná meandrovat, zleva přibírá Jalšovík (201,8 m n. m.). Postupně se stáčí na jihozápad a dále meandruje. Poslední velký meandr vytvořila řeka u obce Medovarce. Dolina se postupně rozšiřuje, Krupinica protéká obcí Rykynčice, z levé strany přibírá Vlčinský potok a později největší přítok Litavu u Pláštovců. Nakonec vstupuje do Ipeľské pahorkatiny, protéká okrajem obcí Horné Turovce a Veľké Turovce (128,9 m n. m.). A západně od města Šahy ústí v nadmořské výšce 121,5 m n. m. do Ipľu.

### Lokality
V Zaježové (části Dolinky) je na přilehlých loukách bohatý výskyt upolínu evropského (Trollius europaeus).